# Daniel Galmiche
Pour les articles homonymes, voir Galmiche.
Daniel Galmiche né à Lure (Haute-Saône) le 18 juin 1958 est chef étoilé Michelin depuis 1990. Sa cuisine légère, simple, colorée et pleine de saveurs est imprégnée des mélanges nord-sud de par son parcours professionnel européen et asiatique. Pour lui, la cuisine se pratique avec des produits écologiques et sains, elle se partage. Le chef écrit dans les magazines et journaux anglais, publie des ouvrages et anime des émissions culinaires à la BBC .

## Biographie
Daniel Galmiche est amoureux de la cuisine depuis son âge le plus tendre. Cet amour lui est venu grâce aux produits sains et nature de la ferme des grands-parents, aux produits de la chasse en compagnie de son père ainsi que des parfums de la cuisine maternelle.
Il fait son apprentissage au restaurant gastronomique du Chef Yves Lalloz à Luxeuil-les-Bains 
Il se perfectionne en travaillant dans le sud de la France à La Napoule puis à l'étranger en Suède, à Singapour et au Portugal.

## Carrière
Daniel Galmiche exerce en 1977 à Londres sous la tutelle du grand chef français Michel Roux Sr.
Il est élu Chef de l'année en Écosse pour la saison 1987-1988.
La saison 1989-1990, il obtient une étoile Michelin au Knockinaam Lodge Hotel , renouvelée les années suivantes.
Le chef rejoint le Harveys restaurant Bristol en 1996 où il maintient son étoile Michelin puis en 2002 l’Ortolan où il maintient également une étoile Michelin.
Deux ans plus tard, il est Grand chef au Cliveden
House et regagne une étoile Michelin en 2006 ,.
Puis c'est l'Eden et Le Cerise  Forbury  en 2008, suivi l'année suivante par le Vineyard stockcross  toujours comme Grand Chef.
L'emblématique et mondiale Confrérie de la chaine des rôtisseurs l'accueille en 2010 comme membre et juge du Baillage de Grande-Bretagne.
Il obtient le Rising Chef Trophy en 2010-2011, et parcourt le monde Île Maurice, Abu Dhabi, Malte, Dubaï où il prépare des dîners gourmets de prestige,.
Parallèlement à ces activités et fidèle à ses racines, il s'investit dans la défense de l'écologie et des produits sains comme juré régulier de The Soil Association Organic Awards, association de défense pour les produits écologiques et le respect des animaux ,,.

Il rejoint le groupe Starhotels en 2016,.

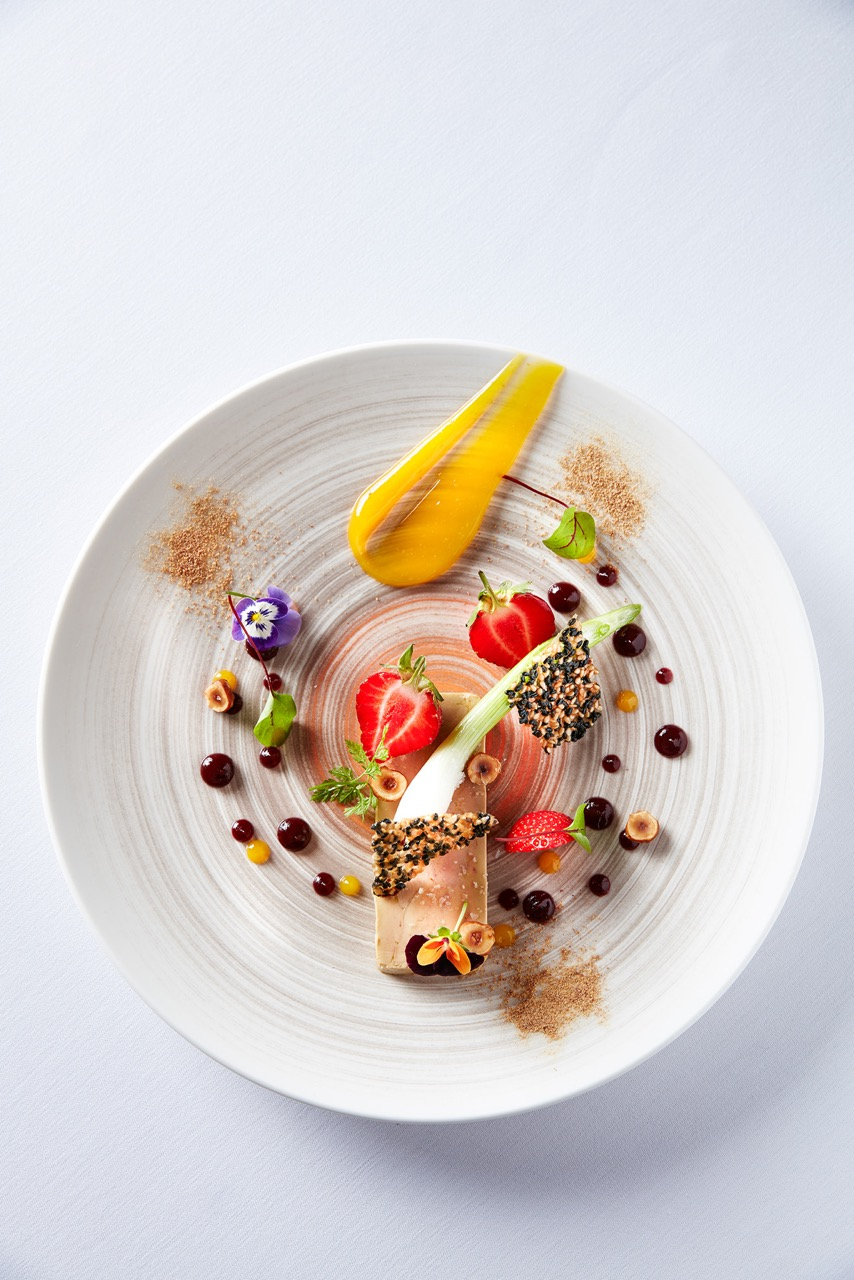
Foie gras, fraises, nougatine de sésame et noisette
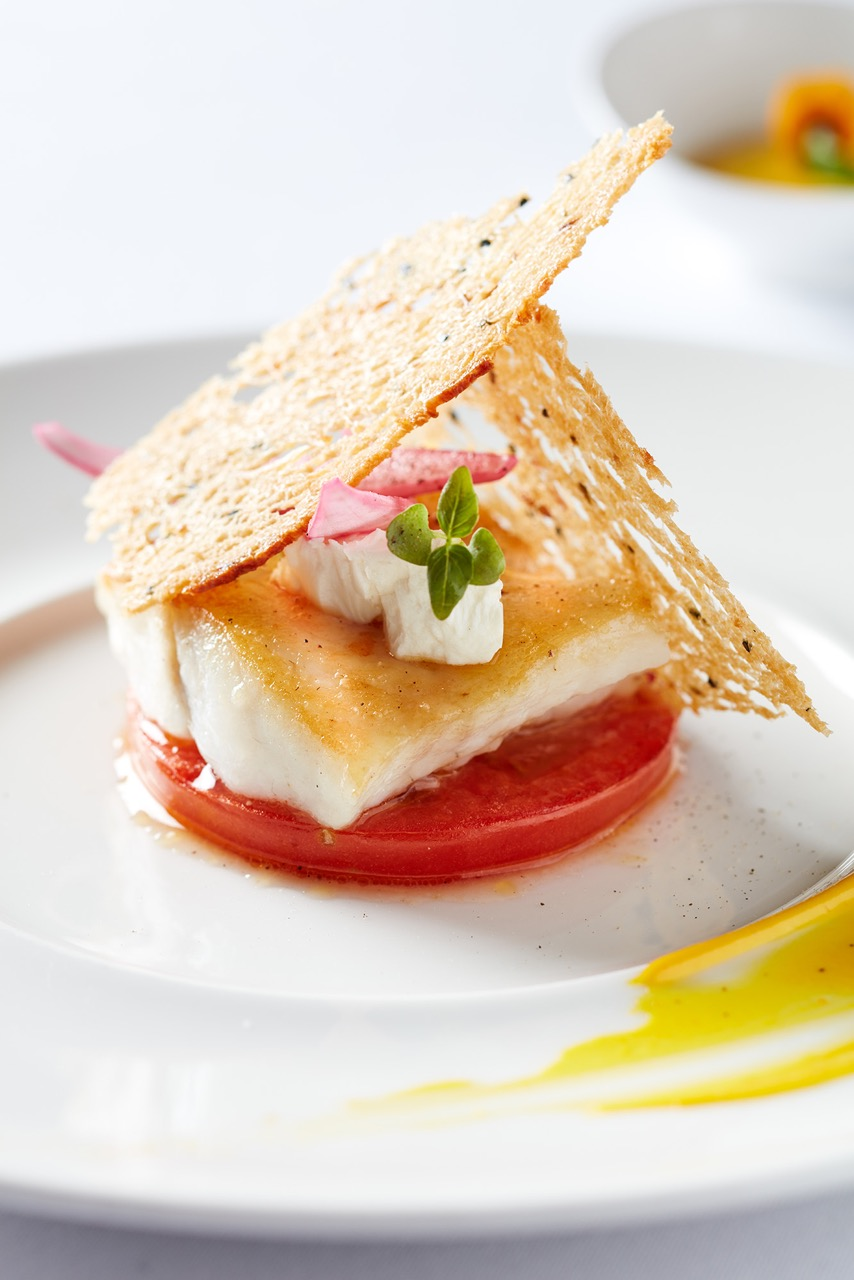
Flétan sauvage, confit de tomate, feta, pain au romarin grillé et aïoli
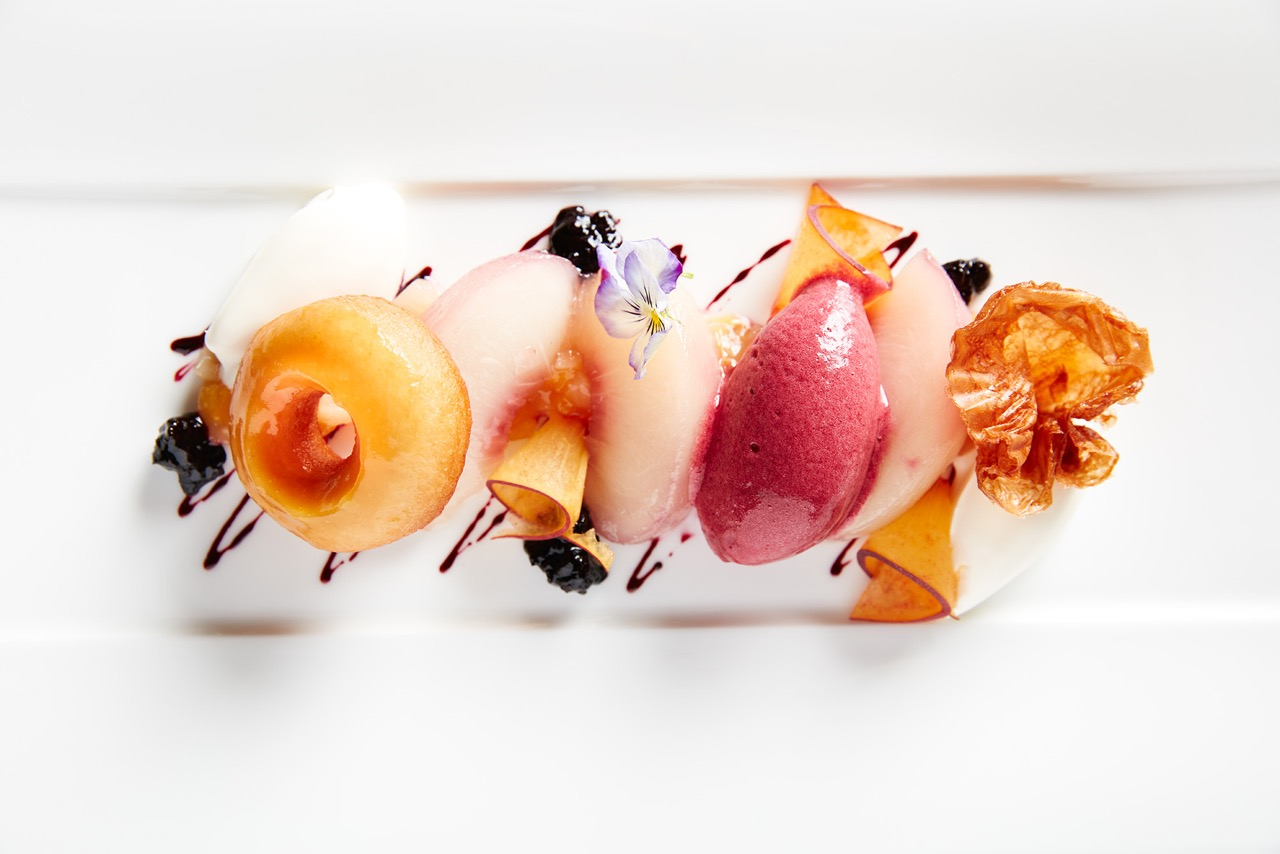
Pêche pochée et nectarine, sorbet pêche cassis

## Publications
(en) Daniel Galmiche, French Brasserie Cookbook : The Heart of French Home Cooking, Oxford, Duncan Baird Publishers, 2012, 208 p. (ASIN B00CF6FMXM)
(nl-BE) Daniel galmiche, Het Franse brasserie kookboek, Kosmos, 2012, 208 p. (ISBN 978-90-215-5087-9)
(pt) Daniel Galmiche (trad. Aurea Akemi Arata), A Autêntica Culinária Francesa, Brésil, Publifolha Editora, 2012, 208 p. (ISBN 978-85-7914-338-0)
Daniel Galmiche, Recettes de brasserie : Un savoir-faire à la française, Gennevilliers, Prisma, 2013, 208 p. (ISBN 978-2-8104-0414-8)
(en) Collectif, Saturday Kitchen Cooking Bible : 200 Delicious Recipes Cooked in the Nation's Favourite Kitchen, Oxford Angleterre, Weidenfeld & Nicholson, 2013, 352 p. (ISBN 978-0-297-86910-8)
(en) Daniel Galmiche, Revolutionary French Cooking, Oxford Angleterre, Duncan Baird Publishers, 2014, 224 p. (ISBN 978-1-84899-067-8)
(de) Daniel Galmiche (trad. Anke Albrecht), Kochen à la Liberté : Französische Rezepte neu interpretiert, Hildesheim Allemagne, Gerstenberg Verlag, 2014, 223 p. (ISBN 978-3-8369-2099-5)

## Émissions à la BBC
BBC One saturday kitchen hebdomadaire 2008-2009
BBC Radio Berkshire  2011
BBC Saturday Kitchen recipes  2013
BBC One Christmas Kitchen  2012-2013